# Sean Roberge
Sean Brené Roberge (ur. 1 listopada 1972 w Toronto, zm. 29 lipca 1996) – kanadyjski aktor telewizyjny i filmowy.

## Życiorys
Urodził się w Toronto w Ontario jako syn Brendy i Rene'a.
Po raz pierwszy trafił na ekran w filmie krótkometrażowym Going to War (1985). Wkrótce pojawił się w serialach telewizyjnych, w tym T and T (1988-1989) jako Joe Casper z Mr. T oraz TF1 Przygody Tarzana (Tarzán, 1991-1994) jako Roger Taft Jr. z Wolfem Larsonem.
Grał na gitarze elektrycznej z zespołami „Willy fosforu”, „dni niebios” i „Raunch”.
W latach 1985–1996 grał jako aktor w 27 serialach i filmach telewizyjnych. W 1990 roku Kanadyjska Akademia Filmowa i Telewizyjna przyznała mu nominację do Nagrody Genie w kategorii „Najlepszego aktora dramatycznych programów i miniseriali” za rolę Ralpha w jednym z odcinków serialu C.B.C.'s Magic Hour u boku Yannicka Bissona - pt.: The Prom.
Spośród utalentowanych osób podziwiał aktorów Christophera Walkena i Erica Robertsa, a także muzyków Jimiego Hendrixa i Erica Claptona.
29 lipca 1996 roku w wieku 23 lat Sean Roberge zginął w wypadku drogowym.